# Jane Alexander (escultora)
Jane Alexander (1959) es una escultora sudafricana, que vive y trabaja en Ciudad del Cabo. 
En sus esculturas e instalaciones, refleja las condiciones sociopolíticas en el sur de África. Su trabajo ha sido presentado a nivel internacional, incluso en la Bienal de Venecia en 1995 y en la séptima Bienal de La Habana. En Suecia, se ha mostrado en exposiciones en el Moderna Museet de Estocolmo y en la Bienal Internacional de Gotemburgo.